# Lemeșiv, Horohiv
Lemeșiv (în ucraineană Лемешів) este localitatea de reședință a comunei Lemeșiv din raionul Horohiv, regiunea Volînia, Ucraina.

## Demografie
Componența lingvistică a localității Lemeșiv
     Ucraineană (99,61%)
     Alte limbi (0,38%)
Conform recensământului din 2001, majoritatea populației localității Lemeșiv era vorbitoare de ucraineană (99,61%), existând în minoritate și vorbitori de alte limbi.